# Божичи
Божичи — русский дворянский род.
Знатнейшая фамилия в Иллирии, происходящая от консула Боэция. Потомок этой фамилии Пантилимон Божич переселился в Россию и служил в 1704 году полковником в Сербском полку.

## История
Проезжая через Бухарест, от случайно оказавшегося там знаменитого иерусалимского патриарха Досифея он получил рекомендательное письмо к казачьему гетману Мазепе. В Москве Божич, уже с рекомендациями Мазепы, явился к канцлеру Головкину, который отвечал за иностранные дела. В письменном сообщении Пантелеймон Божич приводит следующие интересные слова: «Того ради доношу Его Величеству, что я прислан от всех начальных сербов, которые живут под цесарем в Венгерской земле при границах турских, прося его величество, дабы знали мы, что изволяет нас иметь за своих подданных и верных, и во все время приличное ведал бы, что всегда готовы будем служить против бусурман без всякой платы и жалованья, никакого ружья не требуя, но токмо за едино православие, а коликое число войска нашего будет, сам Его Царское величество удивится, и желаем ведать, если Его Величество будет иметь под своею рукою, понеже хотя принуждали нас бунтовщики венгерские, чтоб мы были с ними против Цесаря, однако… в том отказали и ни во что не вступились, покамест здесь я побуду и уведомлюся, как нам поступать и долго ли ожидать или бы где себе какого места искать. Такожде и прочие сербы, которые суть под бусурманом и венецианами, все во единомыслии с нами пребывают, в чем иные надежды по бозе, кроме Его Величества не имеем, и если Его Величество оставит нас, тогда все православные погибнем». Божич, как и многие другие, остался в России, но только в качестве связного царя Петра с сербами. Пантелеймон Божич — участник Полтавской битвы (1709). Сын его, бригадир в отставке (1762), Иван Пантелеймонович получил в 1737 году от князя Рудольфа Кантакузена грамоту на баронское достоинство. Сын его, депутат комиссии по составлению Уложения, Гавриил Иванович, в 1784 году внесен в I часть родословной книги Черниговского наместничества. Последним представителем Божичей был Григорий Гаврилович, нежинский поветовый маршал (1819).

## Описание герба
В щите, разделённом на четыре части, посередине находится золотой щиток с означением в оном якоря. В первой части в красном поле видны выходящие из боков щита две руки, поддерживающие корону, украшенную жемчугом. Во второй в зелёном поле находится золотой лев, имеющий в передних лапах лук со стрелою. В третьей в зеленом же поле золотой медведь, передними лапами держит натянутый лук, а на хребте колчан со стрелами. В четвёртой части в красном поле два орлиные чёрные крыла.
Щит увенчан дворянскими шлемом и короною, на поверхности которой означены два белые крыла. Намёт на щите красный, подложенный золотом. Герб рода Божичей внесён в Часть 7 Общего гербовника дворянских родов Российской империи, стр. 155.